# ریوسوکه کاوانابه
ریوسوکه کاوانابه (انگلیسی: Ryosuke Kawanabe؛ زادهٔ ۲۶ فوریهٔ ۱۹۸۶) بازیکن فوتبال اهل ژاپن است.
از باشگاه‌هایی که در آن بازی کرده‌است می‌توان به باشگاه فوتبال ماتسوموتو یاماگا و باشگاه ورزشی توچیگی اشاره کرد.